# Лутање једне душе
„Лутање једне душе” је југословенски ТВ филм први пут приказан 12. јануара 1964. године. Режирао га је Александар Ђорђевић а сценарио су написали Влада Петрић и Карл Витлингер.

## Улоге
| Глумац              | Улога |
| ------------------- | ----- |
| Љубиша Јовановић    | Бум   |
| Славко Симић        | Аксел |
| Соња Хлебш          |       |
| Жарко Митровић      |       |
| Миодраг Радовановић |       |
| Стеван Штукеља      |       |